# Waging am See
Waging am See est une commune (Markt) dans l'arrondissement de Traunstein en Bavière. C'est une station climatique située au bord du Waginger See, le lac le plus chaud de la Haute-Bavière.

## Géographie

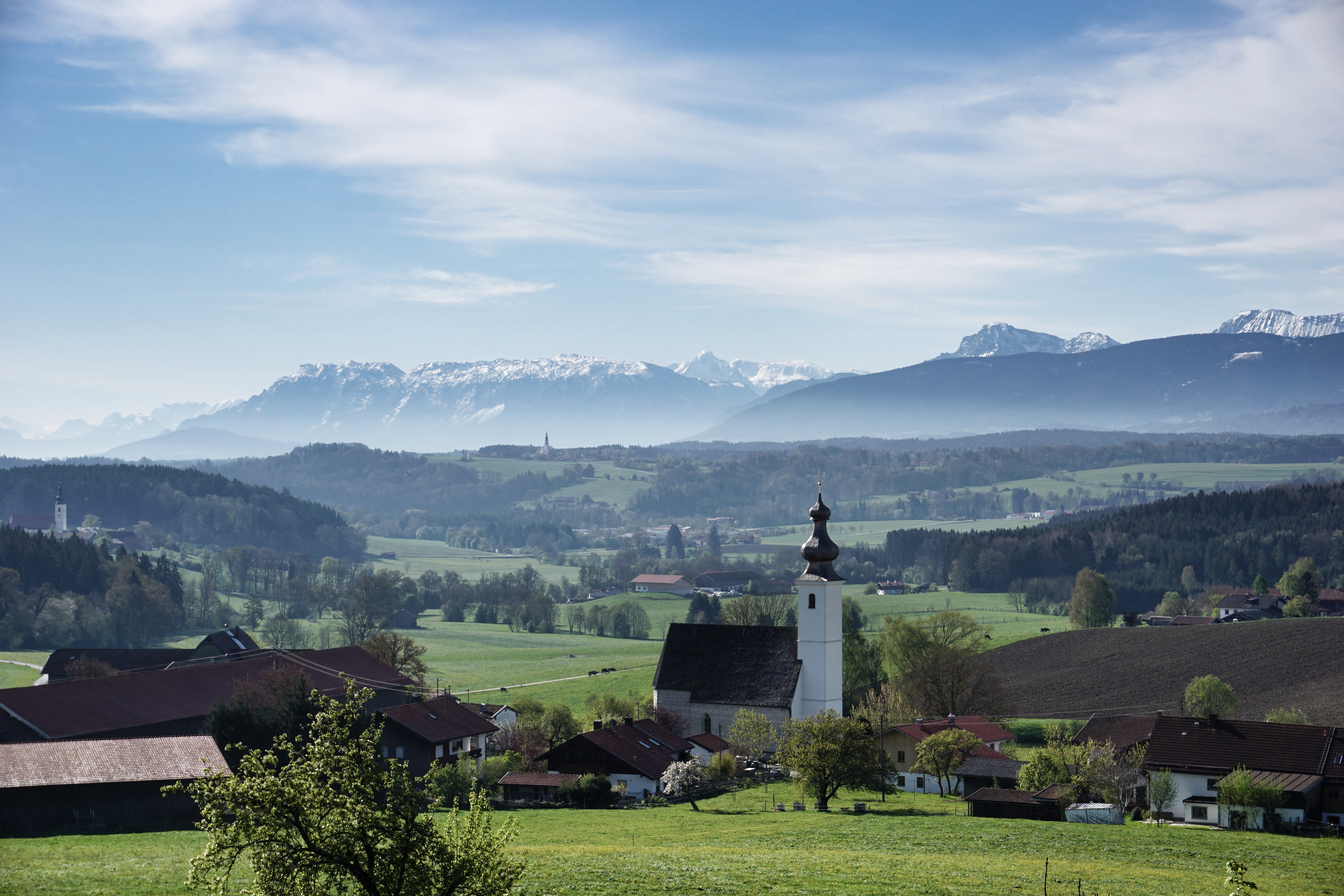
Vue depuis le village de Tettelham.

Waging se trouve au pied nord des Préalpes orientales septentrionales; dans la région historique du Rupertiwinkel à l'est du Chiemgau qui pendant des siècles appartenait à l'archevêché de Salzbourg.

## Histoire
On trouve la première mention de Uuaginga dans un acte de 712, duquel le duc Thibert de Bavière en fit don à l'abbaye de Nonnberg dans la ville de Salzbourg. Au Moyen Âge, le village par sa position sur la « route du sel » de Reichenhall à Wasserburg et la rivière Inn était un endroit prospère. Au XIVe siècle, Waging obtint le droit de tenir marché par les prince-archevêques de Salzbourg.
En 1810, Waging devint bavarois après avoir pour une courte durée fait partie de l’Autriche. La commune actuelle est fondée en 1818; en 1824 elle avait 582 habitants. Le « Mariensäule » était construit par les habitants de Waging en 1854. En 1878, on a trouvé des traces des champs funéraires du temps de la ethnogenèse des Bavarii.
Dans la Seconde Guerre mondiale, 95 habitants de Waging étaient morts. En 1945, les Américains occupaient Waging. Le nombre d'habitants montait de 1904 à 3086.

## Sports et loisirs

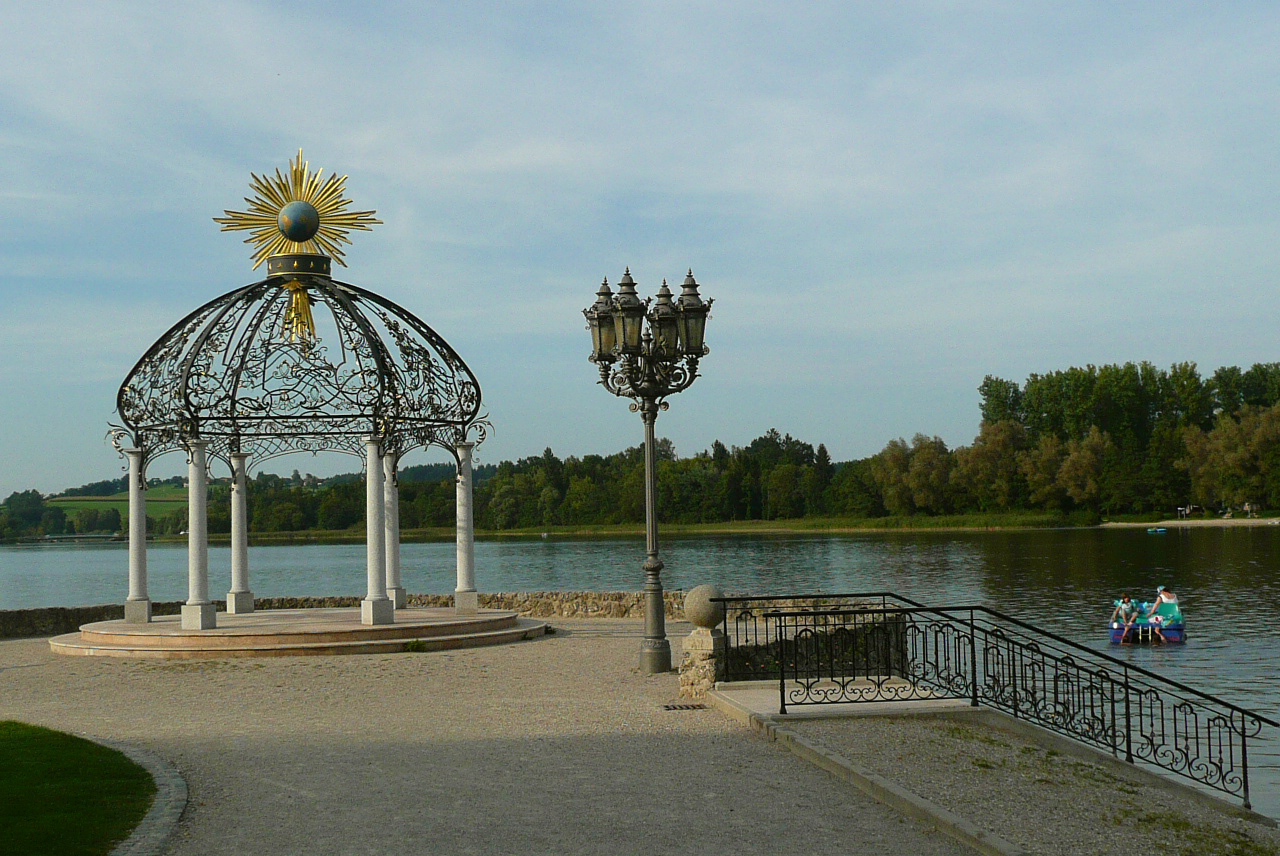
La rotonde à la promenade autour du lac.

Il y a la possibilité de faire de la randonnée, de la pêche, jouer au tennis, au football ou au volley. En plus, on y trouve un terrain de golf et un skateparc. On peut aussi surfer et régater. En hiver, on peut faire du ski et du snowboard dans la région. Le musée de « Bajuwaren » est aussi une attraction de Waging. Le « Strandcamping Waging » est un des meilleurs terrains de camping en Allemagne.

## Personnalités
- Lothar Zagrosek (né 1942), chef d'orchestre.